# Тиберий Клавдий Кандид
Тиберий Клавдий Кандид (на латински: Tiberius Claudius Candidus; * в Цирта, Нумидия; fl. 170 – 197) е римски конник, политик, сенатор и генерал на Римската империя от късния 2 век.
Започва своя cursus honorum като екви (конник) при Марк Аврелий (161 – 180). Служи като префект (praefectus alae) на Cohors II Civium Romanorum. След това е военен трибун в II Августов легион в Британия. През 177 г. командва британски вексиларии във втората маркоманска война.
От Комод (180 – 192) е приет в сенаторското съсловие. 193 г. се бие като dux на exercitus Illyricus за Септимий Север. 195 г. участва в expeditio Parthica, успешния поход против партите. През 195 или 196 г. Кандид е отличен със суфектконсулат.
От 197 до 199 г. той е легат, управител на провинция Близка Испания (legatus Augustorum pro praetore provinciae Hispaniae citerioris) и отива с VII Близначен легион по суша и вода (terra marique) против обявения за враг Луций Новий Руф, управител на Тараконска Испания и привърженик на Клодий Албин. След това попада в немилост при Септимий Север.